# Deyang
Deyang (en chino simplificado, 德阳市; pinyin, Déyáng shì) es una ciudad-prefectura en la provincia de Sichuan, República Popular de China. A una distancia aproximada de 50 kilómetros de la capital provincial. Limita al norte con Mianyang, al sur con Chengdu, al noroeste con Ngawa y al este con  Nanchong. Su área es de 5954 km² y su población es de 3,89 millones.
El 12 de mayo de 2008, hubo un terremoto de magnitud 8.0. Se estima que 90 000 personas murieron y 400 000 quedaron heridos. Alrededor de 5 millones dejó sin hogar.
Su economía se basa en la industria.

## Administración
La ciudad prefectura de Deyang administra 1 distrito, 2 ciudades y 2 condados. 
- Distrito Jingyang 旌阳区
- Ciudad Shifang 什邡市
- Ciudad Guanghan 广汉市
- Ciudad Mianzhu 绵竹市
- Condado Luojiang 罗江县
- Condado Zhongjiang 中江县

## Clima
Pertenece a la cuenca del río Tuo en los tramos superiores del río Yangtze. Se encuentra a más de 50 kilómetros de la capital provincial, Chengdu, y es una parte importante del círculo de entrada al turismo de Chengdu.
El terreno de Deyang es alto en el oeste y bajo en el este, con montañas en el noroeste, llanuras en el medio y colinas en el sureste. Tiene un clima monzónico subtropical con cuatro estaciones distintas y abundantes precipitaciones. La precipitación anual es de aproximadamente 1000 mm y la temperatura promedio es de 15,7 a 16,7 °C.
| Parámetros climáticos promedio de Deyang (1981−2010) | Parámetros climáticos promedio de Deyang (1981−2010) | Parámetros climáticos promedio de Deyang (1981−2010) | Parámetros climáticos promedio de Deyang (1981−2010) | Parámetros climáticos promedio de Deyang (1981−2010) | Parámetros climáticos promedio de Deyang (1981−2010) | Parámetros climáticos promedio de Deyang (1981−2010) | Parámetros climáticos promedio de Deyang (1981−2010) | Parámetros climáticos promedio de Deyang (1981−2010) | Parámetros climáticos promedio de Deyang (1981−2010) | Parámetros climáticos promedio de Deyang (1981−2010) | Parámetros climáticos promedio de Deyang (1981−2010) | Parámetros climáticos promedio de Deyang (1981−2010) | Parámetros climáticos promedio de Deyang (1981−2010) |
| Mes                                                  | Ene.                                                 | Feb.                                                 | Mar.                                                 | Abr.                                                 | May.                                                 | Jun.                                                 | Jul.                                                 | Ago.                                                 | Sep.                                                 | Oct.                                                 | Nov.                                                 | Dic.                                                 | Anual                                                |
| ---------------------------------------------------- | ---------------------------------------------------- | ---------------------------------------------------- | ---------------------------------------------------- | ---------------------------------------------------- | ---------------------------------------------------- | ---------------------------------------------------- | ---------------------------------------------------- | ---------------------------------------------------- | ---------------------------------------------------- | ---------------------------------------------------- | ---------------------------------------------------- | ---------------------------------------------------- | ---------------------------------------------------- |
| Temp. máx. abs. (°C)                                 | 17.3                                                 | 19.9                                                 | 27.3                                                 | 31.5                                                 | 35.1                                                 | 34.8                                                 | 35.6                                                 | 35.2                                                 | 35.7                                                 | 27.7                                                 | 23.9                                                 | 19.2                                                 | '                                                    |
| Temp. máx. media (°C)                                | 9.0                                                  | 10.8                                                 | 15.2                                                 | 21.1                                                 | 26.0                                                 | 27.6                                                 | 29.2                                                 | 29.1                                                 | 25.0                                                 | 20.2                                                 | 15.6                                                 | 10.0                                                 | 19.9                                                 |
| Temp. media (°C)                                     | 5.3                                                  | 7.1                                                  | 10.9                                                 | 16.1                                                 | 20.9                                                 | 23.5                                                 | 25.0                                                 | 24.5                                                 | 21.0                                                 | 16.7                                                 | 11.9                                                 | 6.5                                                  | 15.8                                                 |
| Temp. mín. media (°C)                                | 2.4                                                  | 4.3                                                  | 7.5                                                  | 12.2                                                 | 16.7                                                 | 20.3                                                 | 21.8                                                 | 21.2                                                 | 18.6                                                 | 14.3                                                 | 9.1                                                  | 3.7                                                  | 12.7                                                 |
| Temp. mín. abs. (°C)                                 | -4.3                                                 | -4.3                                                 | -2.6                                                 | 3.1                                                  | 5.9                                                  | 14.2                                                 | 16.3                                                 | 15.8                                                 | 12.6                                                 | 2.9                                                  | -0.1                                                 | -4.8                                                 | '                                                    |
| Precipitación total (mm)                             | 8.9                                                  | 11.8                                                 | 20.9                                                 | 45.0                                                 | 70.7                                                 | 95.0                                                 | 215.6                                                | 213.0                                                | 128.8                                                | 39.3                                                 | 14.2                                                 | 5.0                                                  | 868.2                                                |
| Humedad relativa (%)                                 | 84                                                   | 83                                                   | 81                                                   | 80                                                   | 76                                                   | 81                                                   | 86                                                   | 86                                                   | 86                                                   | 84                                                   | 83                                                   | 84                                                   | 82.8                                                 |
| Fuente: China Meteorological Data Service Center     |                                                      |                                                      |                                                      |                                                      |                                                      |                                                      |                                                      |                                                      |                                                      |                                                      |                                                      |                                                      |                                                      |